# Quercus stenophylloides
Quercus stenophylloides Hayata – gatunek roślin z rodziny bukowatych (Fagaceae Dumort.). Występuje naturalnie w środkowej i północnej części Tajwanu.

## Morfologia
PokrójZimozielone drzewo dorastające do 17 m wysokości.
LiścieBlaszka liściowa jest skórzasta i ma kształt od podługowato-eliptycznego do lancetowatego. Mierzy 12–17 cm długości oraz 1,5–3,5 cm szerokości, jest piłkowana przy wierzchołku, ma klinową nasadę i spiczasty lub ogoniasty wierzchołek. Ogonek liściowy jest nagi i ma 15–20 mm długości.
OwoceOrzechy o elipsoidalnym kształcie, dorastają do 17–20 mm długości i 15 mm średnicy. Osadzone są pojedynczo w kubkowatych miseczkach do połowy ich długości. Same miseczki mierzą 12 mm średnicy.

## Biologia i ekologia
Rośnie w wiecznie zielonych lasach. Występuje na wysokości od 1100 do 2600 m n.p.m. Kwitnie od kwietnia do maja, natomiast owoce dojrzewają od września do października.